# Oxford Vaccine Group
Die Oxford Vaccine Group (OVG) ist eine Forschungseinheit in der Abteilung für Kinderheilkunde der University of Oxford in England. Sie arbeitet unter anderem mit dem Jenner Institute der Universität Oxford zusammen und befindet sich im Centre for Clinical Vaccinology and Tropical Medicine (CCVTM), dem Zentrum für klinische Impfstoffforschung und Tropenmedizin des Churchill Hospital in Headington, einem Vorort von Oxford.
Die Oxford Vaccine Group erforscht Impfstoffe und führt klinische Studien mit Impfstoffen für Kinder und Erwachsene durch. Die Forschungseinheit wurde 1994 gegründet, basierend auf Richard Moxons Forschungen zu den Auswirkungen der Haemophilus influenzae b-Infektion (Hib) auf die öffentliche Gesundheit in Großbritannien und Studien zu den Auswirkungen des Hib-Impfstoffs bei britischen Kindern.
Die Oxford Vaccine Group ist auf die Erforschung von Impfstoffen gegen durch Neisseria meningitidis verursachte Krankheiten spezialisiert und war an der Arbeit an dem neuen MenB-Impfstoff gegen Meningitis beteiligt, der 2013 in Europa zugelassen wurde.

## SARS-CoV-2-Coronavirus
Die Oxford Vaccine Group ist an Phase-3-Studien beteiligt, die im zweiten Teil des Jahres 2020 des COVID-19-Impfstoffkandidaten Vaxzevria, zuvor AZD1222, durchgeführt werden, der auf dem Adenovirus basiert und vom Jenner Institute entwickelt wurde. Die Universität Oxford hat im April 2020 eine Vereinbarung mit AstraZeneca über die Entwicklung und Produktion geschlossen.
Am 8. September 2020 wurden alle Tests des AstraZeneca-Impfstoffs nach Erkrankung eines der Teilnehmer der Phase-3-Studie in Großbritannien unterbrochen. Am nächsten Tag wurde angekündigt, dass die Tests in der folgenden Woche wieder aufgenommen werden könnten.